# Tra đỏ
Cây tra đỏ hay tra, tra bông đỏ, tra lồng đèn, có danh pháp hai phần là Kleinhovia hospita (đồng nghĩa: Kleinhovia serrata Blanco, Grewia meyeniana Walp.), là một loài cây xanh nhiệt đới có nguồn gốc từ các nước châu Á nhiệt đới như Indonesia, Malaysia.
Kleinhovia hospita là loài duy nhất của chi Tra đỏ (Kleinhovia).
Chi này đã được APG III đưa vào phân họ Byttnerioideae.
Tra đỏ có lá hình tim, hoa màu trắng hồng, trái hình túi.

## Hình ảnh

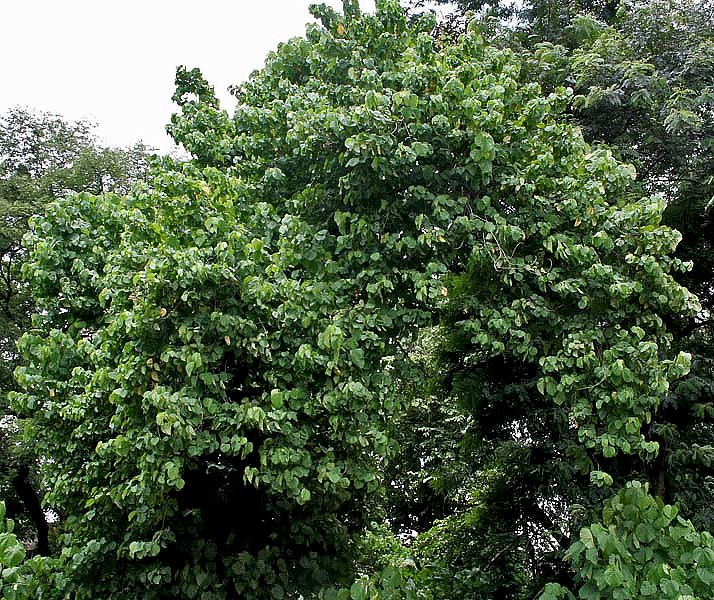
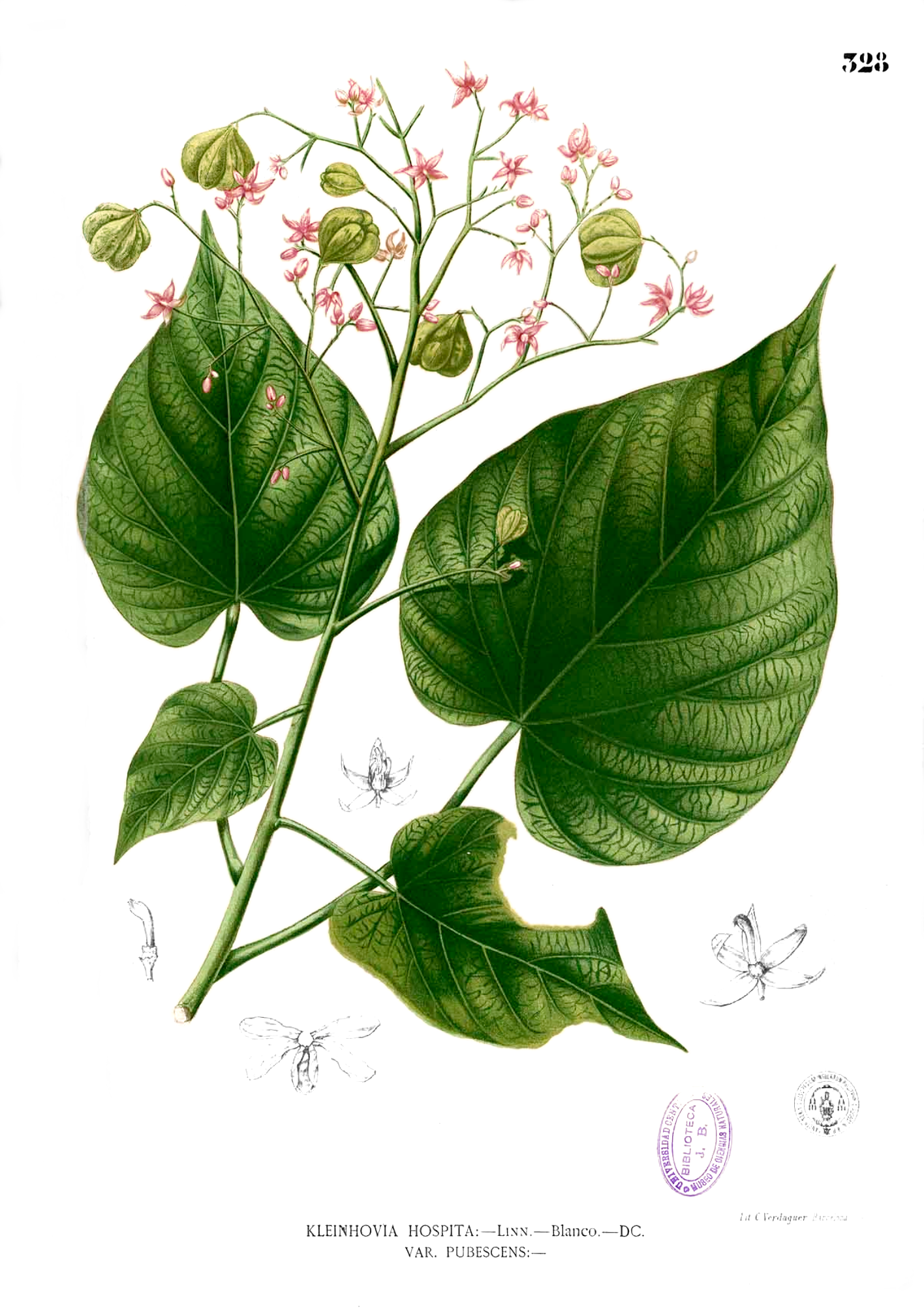
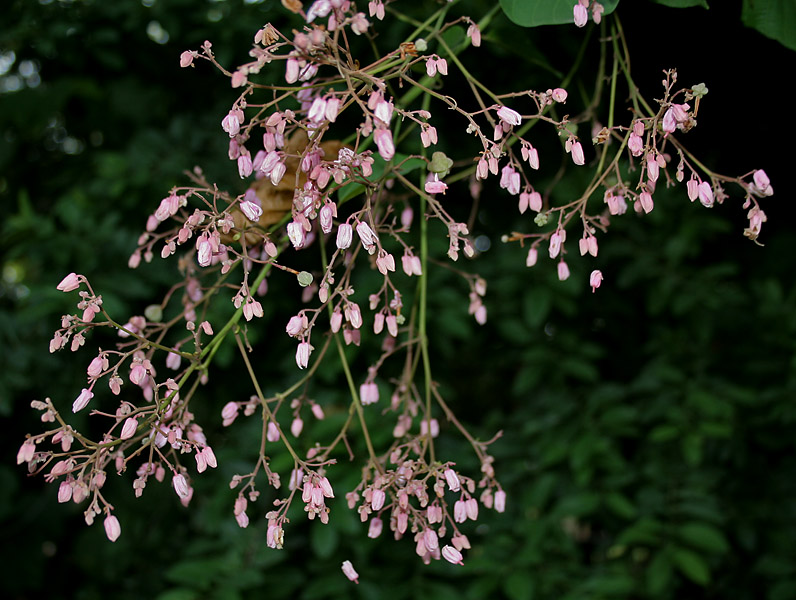
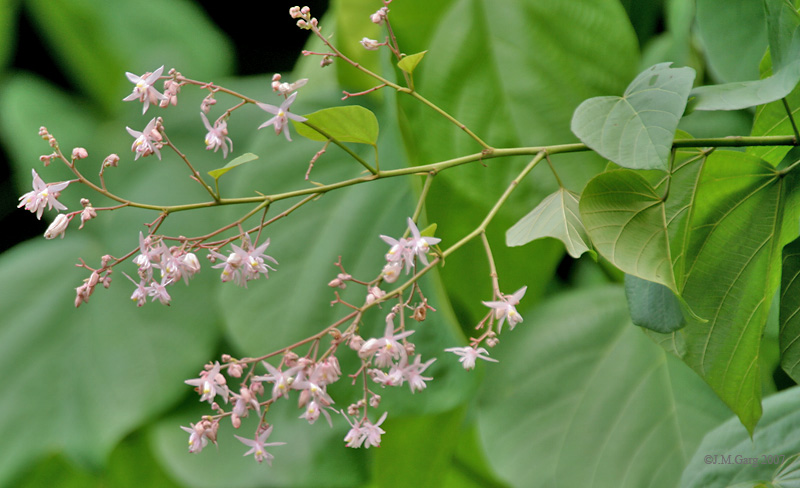